# Heitor
Heitor Marcelino Domingues, plus connu sous le nom de Heitor (né le 20 décembre 1898 à São Paulo, et mort le 21 septembre 1972 dans la même ville), est un joueur de football international brésilien, qui évoluait au poste d'attaquant.

## Biographie

### Carrière en sélection
Avec l'équipe du Brésil, il dispute 11 matchs (pour 4 buts inscrits) entre 1919 et 1930. Il figure notamment dans le groupe des sélectionnés lors des championnats sud-américains de 1919 et de 1922.

## Palmarès
| Palestra Itália - Championnat de São Paulo (4) : - Champion : 1920, 1926 (1), 1926 (2) et 1927. |  | Brésil - Championnat sud-américain (2) : - Vainqueur : 1919 et 1922. |